# 百貨店

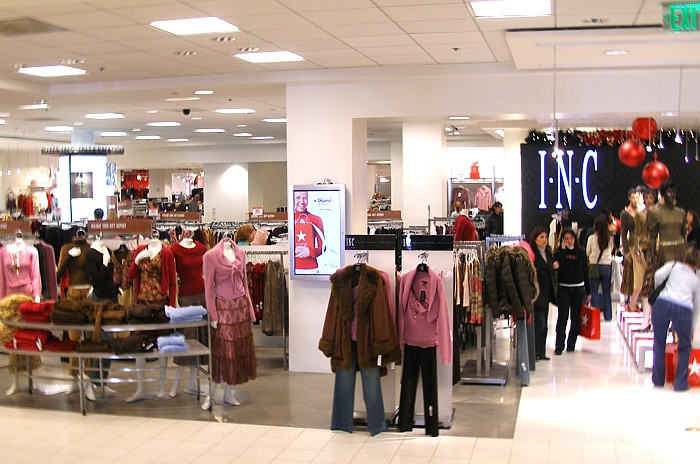
百貨店内装の一例
（メイシーズ・サンフランシスコ店）

百貨店（ひゃっかてん）あるいはデパートメント・ストア（英: department store）は、単一の企業が複数の分野の専門店を統一的に運営し、それら専門店を面積が広い大規模な店舗に集約し多種類の商品を展示陳列して販売する小売店のことである。

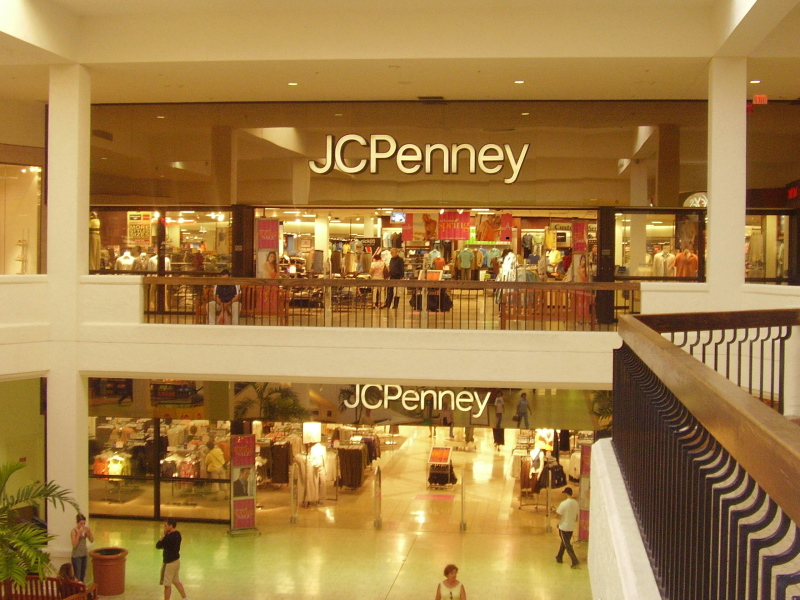
アメリカの大手百貨店チェーン、J.C.ペニー

## 概説
名称は百（数多い）貨（商品）を取り扱うことに由来する。また、英語における類義語を起源とするデパートメントストア、またはそれを省略したデパートの呼称も一般的に用いられる（後者は和製英語である）。通例、都市の中心市街地に複数のフロアを持つ店舗を構える。世界的には19世紀に初めて登場した業態である。一般にはその店舗自体を指すが、運営企業を指す場合にも用いられる語である（「日本の百貨店」も参照）。
英語のDepartment store、フランス語のGrand magasin、ドイツ語のKaufhaus（またはWarenhaus）がこれに相当する。

## 歴史

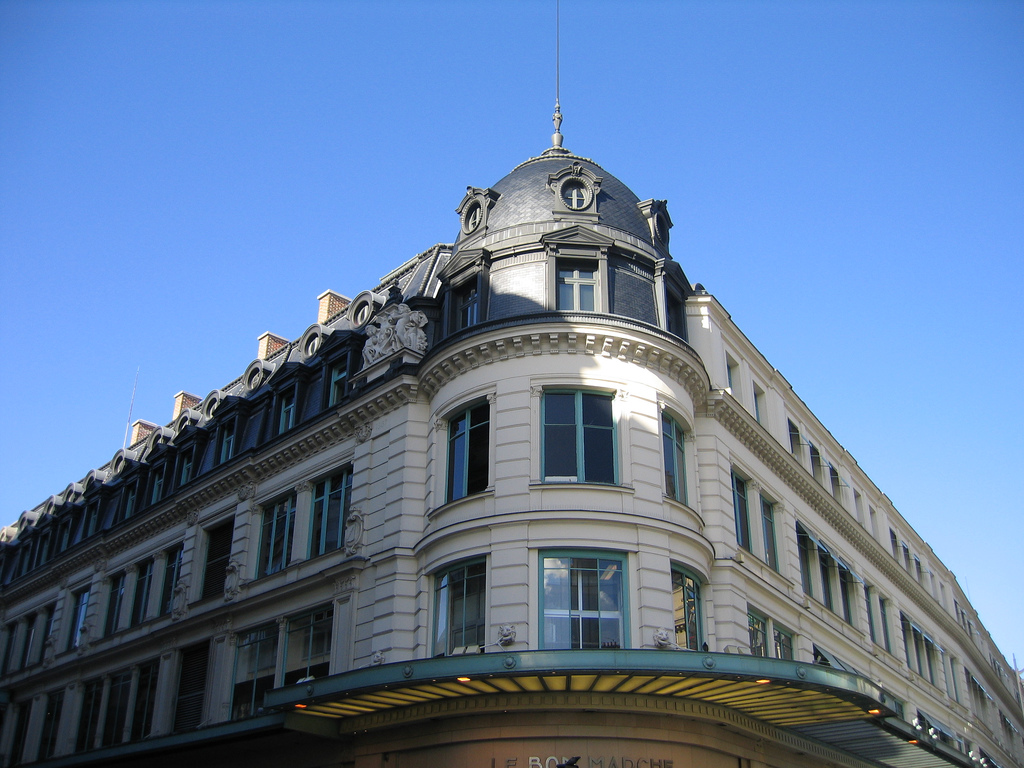
世界初の百貨店、ボン・マルシェ百貨店

世界初の百貨店は、一般に1852年のパリに織物類を扱う店舗から発展したボン・マルシェ百貨店だと考えられているが、百貨店をどう定義するかによって様々な異説がある。19世紀半ばの欧米において百貨店が出現した原因は、18世紀のイギリスに起こって西ヨーロッパ諸国に波及した産業革命にあると考えられる。産業革命によって市場主義が発達し、商品が市中に大量に流通するようになると様々な専門店が樹立した。百貨店はそれらを一括に扱うという概念のもとに生まれ、大きな建築物に様々な種類の商品を陳列し、営業を開始した。
エミール・ゾラはボン・マルシェを調査し、1883年に著した『淑女の娯しみ』で、消費に目覚めた中産階級が百貨店で起こすさまざまなエピソードを活写した。19世紀後半には百貨店と窃盗症を関連付ける医学所見がいくつも公表されており、百貨店は手の届く場所に魅力的な商品を並べ、方向感覚を失わせるように設計されており、女性の理性を麻痺させるように作られていると指摘している。ゾラの小説にも買い物依存症や窃盗症に転落していく婦人たちが描かれている。

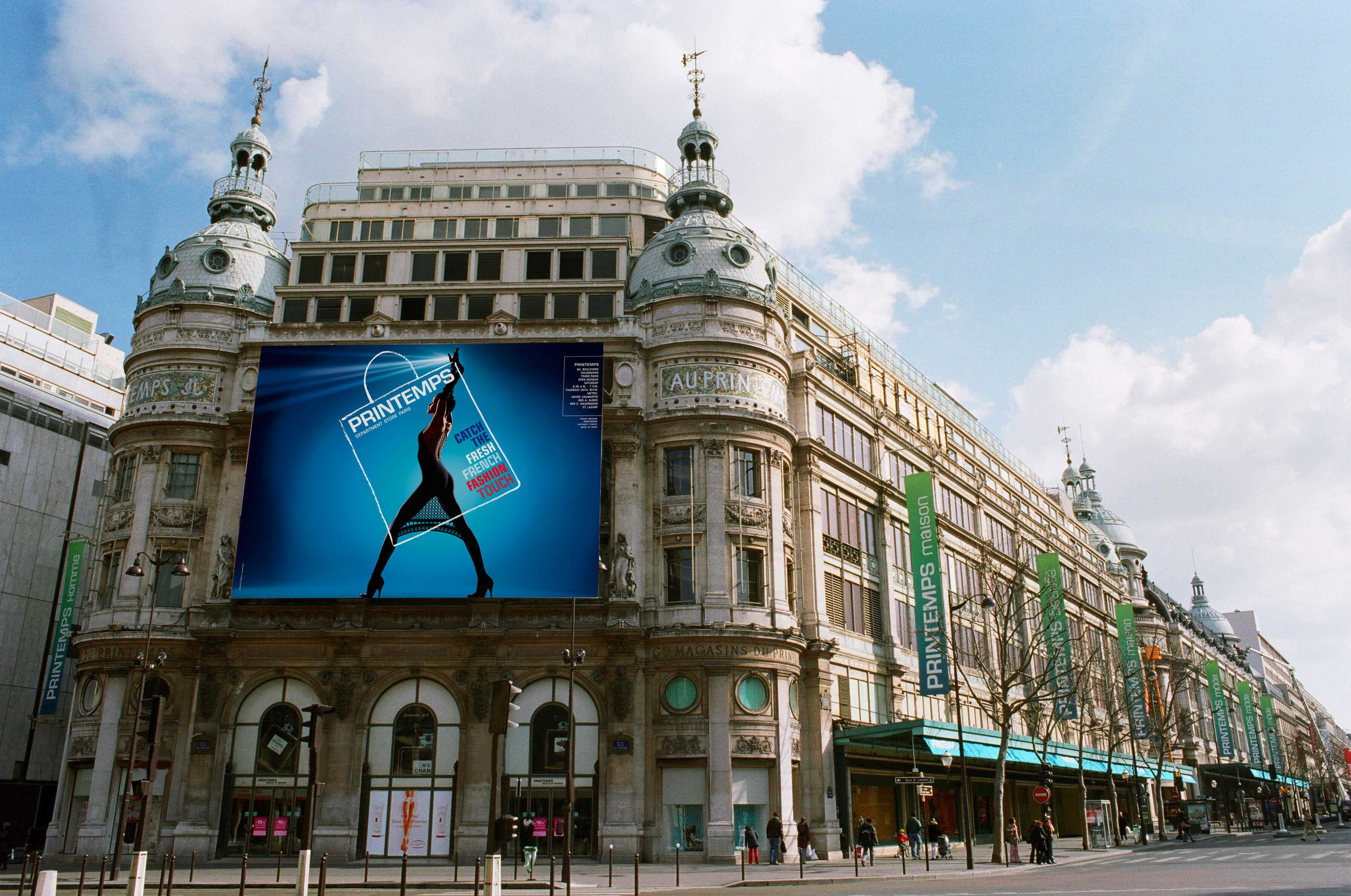
プランタン

その後、19世紀後半のヨーロッパでは、例えば1885年にパリに誕生したプランタンのように最初から百貨店として開店する店舗も現れ、新しい小売業態としての百貨店経営が定着していった。当初は百貨店は高級志向であり、様々な高級品を中心に質と種類を求め陳列した。これは産業革命により成功した資本家などを始めとする富裕層を顧客として得ることが可能となり、百貨店は店舗を増加させ発達していった。アメリカにおいても19世紀後半、伝統的な織物店のうち比較的規模の大きい小売商から百貨店に転身するニューヨークのメイシーズなどが出現した。百貨店の主な成長要因は、都市部への人口集中、中間所得層の成長、大量生産体制の進展に伴う大量流通制度の確立などの経済的、社会的変化のほか、こうした変化に対応するために考案された定価制度の導入、返品制度や払い戻し制度などを指摘できる。
しかし第二次世界大戦が終わると、世界的に経済格差を是正する動きが高まり、旧家の勢力が衰える傾向によって富裕層が減少し、かつての方式に囚われていた百貨店は一時的に衰退することとなる。さらに、チェーンストアやスーパーマーケット、インターネットショッピングといった新しい小売業態の出現に伴う競争の激化は、百貨店にさらなる追い討ちをかけた。これに伴い、近年では激しい競争に生き残るために独立百貨店の合併、業務提携が進んでいる。

## 店舗形態
店舗は数階建ての大型の建造物を用いる形が一般的で、7階建て前後が主流である。各階毎に商品のジャンルをまとめ、専門の販売員を配属し販売を行う。地下があるものもあり、地下はたいてい、駐車場や食品専門店街（デパ地下）があることが多い。なお実演販売も百貨店で行われている場合が多い。だが、最近では大型ショッピングセンターや大型店舗が増えた為、デパートとスーパーの境界が曖昧になっている。

## 世界の百貨店

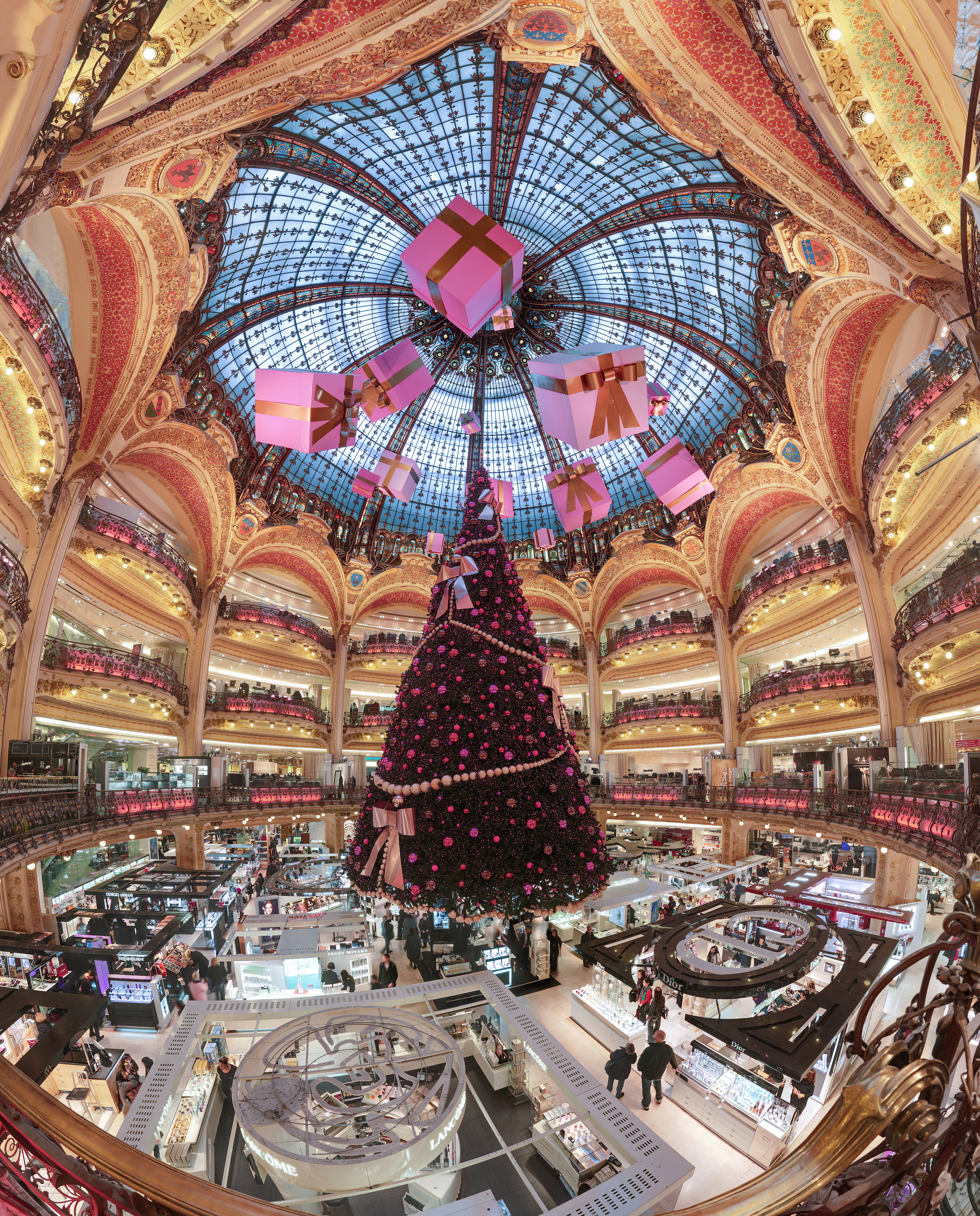
ギャラリー・ラファイエットのパリ本店内

### イギリス
イギリスの代表的な百貨店には、ハロッズ、セルフリッジズ、ハーヴェイ・ニコルズ、ジョン・ルイス、リバティ、フォートナム&メイソン、ハウス・オブ・フレーザー、デベナムズ、ピーター・ジョーンズが挙げられる。また、マークス&スペンサーは英国最大の衣料小売店であるが、英国の百貨店の定義に当てはまらないため、厳密には百貨店に含まれない。
イングランドのミッドランド東部ダービーシャーのダービーにある、1734年創業のベネッツ・オブ・アイアンゲート (Bennett's of Irongate) が記録に残る中ではイギリス最古、さらには世界最古の起源をもつ可能性のある百貨店であるとされる。21世紀に入った今日まで、創業当時と同じ店舗で営業を続けている。
マンチェスターに位置するケンダルズ (旧ケンダル・ミルン&フォークナー) もイギリスで最も古くに創業した百貨店であることを主張している。2005年には親会社であるハウス・オブ・フレーザーに改名された。マンチェスターで開業したのは1836年にまで遡るが、それ以前の1796年以来ワッツ・バザール (Watts Bazaar) の名で営業していたとされる。最盛期にはディーンズゲートの通りの両側に"Kendals Arcade"（ケンダルズ・アーケード）と呼ばれる地下道により接続された店舗を所有し、アール・ヌーヴォー様式のフードホールを営業していた。特に、低価格で高品質さと上品さを提供することを重視したことで知られ、1919年にハロッズに買収されたこともあり、"the Harrods of the North"（北のハロッズ）の異名をとった。その他、マンチェスターにはポールデンズ (Paulden's、現・デベナムズ) やルイス (Lewis's、現・プリマーク) などの百貨店がある。ロンドンを拠点とするハロッズは1834年に創業の起源を持ち、1849年に現在地のブロンプトン・ロードに土地を取得して移転し、1894年から1905年にかけて今日に至る店舗の建設が実行された。
1900年までにはリヴァプールはロンドンとグラスゴーに次いでイギリス第3のショッピングの中心地だった。ルイス、オーウェン・オーウェン、ブラクラーズ、バニーズ、ジョージ・ヘンリー・リー、ヘンダーソンズ、ジョン・ルイスおよびTJ ヒューズなど、多くの百貨店が市内に店を構えていた。F・W・ウールワースの欧州第1号店もリヴァプールにあった。

### フランス
フランスの主要百貨店は、ギャラリー・ラファイエットとプランタンがあり、いずれも本店はパリ9区、オスマン大通りに位置する。フランス最古、また世界最古の百貨店であるボン・マルシェ百貨店もパリにある。

### アメリカ合衆国
アメリカでは例えば、メイシーズ、ロード・アンド・テイラー、シアーズ、J.C.ペニーなどが百貨店と考えられる。その一方で、ターゲット、Kマート、ウォルマートなどはディスカウントストアと見なされている。また、会員制の大型ディスカウントショップでは年会費が発生し、コストコ、ビージェイズ・ホールセール・クラブ、サムズ・クラブがこれに当たる。

### 日本

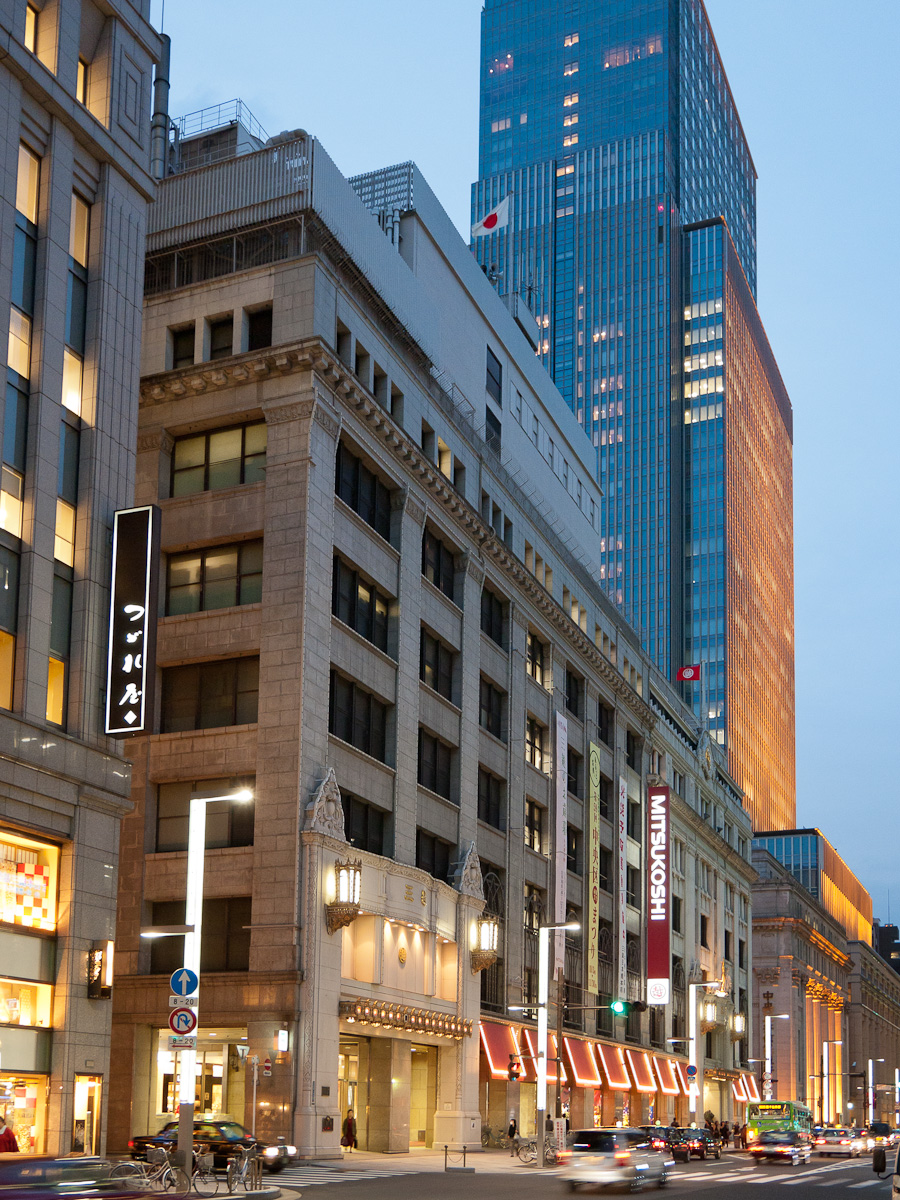
日本橋三越本店本館 (東京都中央区)

日本の百貨店の歴史は、20世紀初頭にまで遡る。1904年（明治37年）に合名会社三井呉服店により新たに設立された株式会社三越呉服店が顧客や取引先に三井・三越の連名で挨拶状を発送し、三越呉服店が三井呉服店の営業をすべて引き継いだことを案内するとともに、今後の方針として「今後一層其の種類を増加し（中略）米国に行わるるデパートメントストーアの一部を実現致すべく」と述べた。これは後に「デパートメントストア宣言」と呼ばれるようになり、こうして創業した三越百貨店を日本における百貨店の始まりとするのが一般的である。
一方で、1920年（大正9年）には白木屋が阪神急行電鉄（現・阪急電鉄）梅田駅構内の旧:阪急ビルディング（5階建）の1階に出張売店として出店し、ターミナルデパートの先駆けとなった。1925年に白木屋との賃貸契約満了を迎えた為に店舗が閉鎖されると、後継として阪急電鉄直営の阪急マーケットが同年6月に開業した。後の1929年4月に改めて阪急百貨店として創業し、世界初となる鉄道会社直営のターミナルデパートが誕生した。
上述するように、日本の百貨店の多くは呉服店あるいは鉄道会社（私鉄）を起源とする。代表的な呉服系百貨店には三越、大丸、髙島屋、そごう、松坂屋、丸井今井、電鉄系百貨店の代表例には阪急電鉄、京王百貨店、名鉄百貨店が、そのどちらにもあてはまるものには東急百貨店、近鉄百貨店が挙げられる。
2013年現在、日本の大手百貨店を運営する小売企業はJ.フロント リテイリング（大丸、松坂屋）、エイチ・ツー・オー リテイリング（阪急百貨店、阪神百貨店）、セブン&アイ・ホールディングス（そごう、西武百貨店）、髙島屋、三越伊勢丹ホールディングス（伊勢丹、三越）の5つであり、いずれも全国規模で百貨店を運営しているほか、海外に支店を持つグループもある。このほか、地方を拠点として店舗を展開する百貨店が各地に数多く存在している。日本百貨店協会に加盟しているバブル崩壊以降は深刻な経営難に苦しむ店舗が多く、2000年代後半には大手百貨店を巻き込んだ経営統合により、日本の百貨店業界は大きく再編された。とくに近年は郊外型の百貨店への影響が大きい。2015年には百貨店協会加盟の百貨店はなお237店存在していたが、10年ほどで約4割が減り、2024年には178店舗となっている。

#### 百貨店の定義
日本では、経済産業省が実施する商業統計調査の基準によれば、百貨店は「衣・食・住の商品群の販売額がいずれも10%以上70%未満の範囲内にあると同時に、従業者が常時50人以上おり、かつ売り場面積の50%以上において対面販売を行う業態」としており、「品揃えは百貨店と同定義であるが、対面販売の比率が50%以下である」と定義された総合量販店（総合スーパー）と区別されている。なお、同統計調査では「専門店」を「衣食住のどれか1つが売上の90%以上を占めるもの」と定義しており、この定義に当てはまる場合は店の規模や販売方式によらず「専門店」として取り扱われている。さらに、売場面積3000m2以上（東京特別区および政令指定都市は6000m2以上）の「大型百貨店」と、3000m2未満（同6000m2未満）の「その他の百貨店」に細区分することもある。
また、商品取引の伝票処理においては百貨店とスーパーマーケットとの間に明確な違いが存在し、百貨店では「百貨店共通伝票」を使用し、スーパーマーケットでは「チェーンストア統一伝票」を使用している。
名称については店舗形態による拘束を受けないため、上記の定義に当てはまらないスーパーマーケットや小規模な生活雑貨店が「百貨店」の名称を使用した例がある。